# Marek Piestrak
Marek Piestrak (n. 31 martie 1938, Cracovia, Polonia) este un regizor de film și scenarist polonez.

## Biografie
Marek Piestrak s-a născut la 31 martie 1938, în Cracovia, unde și-a petrecut copilăria și anii de război. A absolvit Școala Gimnazială Adam Mickiewicz din Gdynia. Piestrak a   studiat la Facultatea de Inginerie a Apelor la Universitatea de Tehnologie din Gdańsk (absolvent în 1961), apoi a absolvit Departamentul de Regie la Școala de Cinematografie din Łódź (Państwowa Wyższa Szkoła Filmowa, Telewizyjna i Teatralna im. Leona Schillera w Łodzi, PWSTiF) (1968). Ca lucrare de masterat a avut tema „Humphrey Bogart. 
A debutat în 1970 ca regizor independent cu o scurtă povestire televizată, un scurt metraj de 24 de minute, intitulat Cicha noc, Święta noc (cu sensul de Noapte tăcută, noapte sfântă), care descrie atacul asupra unui avanpost german în munți. Cele mai cunoscute filme regizate ale sale sunt Śledztwo (Investigația, 1973; după un roman omonim de Stanisław Lem), Test pilota Pirxa (Testul pilotului Pirx, 1979; după o povestire a aceluiași Stanisław Lem), Wilczyca (1982), serialul de televiziune  Przyłbice i kaptury (1985), filmul Klatwa doliny wezy (Blestemul din Valea Șerpilor 1987), unele episoade din serialele Łza księcia ciemności (Viața în sine, 1992) și Życie jak poker (Viața precum un poker, 1998-99). De asemenea, este autorul unui film documentar biografic despre Leon Niemczyk (Zawodowiec, „Profesionist” ).
S-a implicat în producția de filme de animație și scenariul filmului Zwycięzcy pustyni (Învingătorul deșertului), bazat pe romanul lui Ferdynand Antoni Ossendowski, care are loc în Mongolia în anii 1920. În privat, este interesat de Himalaya - inclusiv a luat parte la expediția polono-americană către al șaptelea vârf al lumii, Dhaulagiri din Nepal (8167 m), unde a atins înălțimea de aproximativ 7000 m deasupra nivelului mării.

## Filmografie
- Cicha noc, Święta noc (1970)

Cicha noc, Święta noc  (cu sensul de Noapte tăcută, noapte sfântă) este un scurt metraj de 24 de minute, care prezintă atacul asupra unui avanpost german în munți.
- Śledztwo (1973)

Filmul ca și romanul are loc în Londra. Gregory, un tânăr locotenent de la Scotland Yard, investighează disparițiile misterioase ale cadavrelor de la morga spitalelor rurale din vecinătatea Londrei. Circumstanțele acestor incidente sunt atât de ciudate și inexplicabile încât Gregory nu poate construi o versiune realistă a evenimentelor. În exterior, totul arată ca și cum morții ar fi înviat. Detectivul începe chiar să se îndoiască dacă este capabil cu adevărat să perceapă în mod adecvat realitatea.
- Cień tamtej wiosny (1974)
- Test pilota Pirxa (1979)

Se bazează pe povestirea „Rozprawa - Ancheta” scrisă de Stanisław Lem și publicată în colecția sa de povestiri scurte Opowieści o pilocie Pirxie (Povestirile  pilotului Pirx). A fost adaptată pentru film de Vladimir Valuțki. Este o producție realizată de Zespoly Filmowe și Tallinnfilm. O parte din filmările de  studio au fost realizate la Studiourile de Film Dovjenko. Pilotul spațial Pirx este trimis într-o misiune de testare a sondelor spațiale care urmează să fie plasate în divizia Cassini, un gol dintre inelele lui Saturn, în timp ce adevăratul obiectiv secret era să evalueze câțiva neliniari (androizi cu caracteristici „non-liniare”) pentru a stabili dacă pot fi folosiți ca viitori membri ai echipajelor unor zboruri spațiale. Are loc un dezastru și echipajul uman este la un pas de a fi ucis. La întoarcerea pe Pământ, are loc o anchetă care să stabilească dacă Pirx a fost responsabil pentru acest „accident”. Pirx descrie evenimentele și, până la urmă, s-a stabilit că unul dintre roboți a provocat defecțiunea unei sonde când a încercat să treacă prin divizia Cassini pentru a lansa sonda manual, o încercare care ar fi ucis membrii echipajului uman și care ar fi dovedit superioritatea celor neliniari față de oameni.
- Wilczyca (Lupul, 1982)

Filmul este o adaptare a romanului lui Jerzy Gierałtowski intitulat Wadera (1977). Filmul este un horror polonez clasic, care a avut aproximativ 2 milioane de spectatori în cinematografe în anul premierei sale (1983).
- Przyłbice i kaptury (1985)

Serial TV istoric polițist cu 9 episoade bazat pe un roman omonim de Kazimierz Korkozowicz. Povestea are loc după Bătălia de la Grunwald.
- Klątwa Doliny Węży (1987)

Scenariul este bazat pe povestirea Hobby doktora Travena de Robert Stratton (pseudonimul lui Wiesław Górnicki). Filmul a avut premiera pe 3 octombrie 1988. 25 de milioane de oameni au vizionat filmul în cinematografe. Blestemul din Valea Șerpilor a fost urmărit de peste 25 de milioane de spectatori din Uniunea Sovietică și de un milion de spectatori în Polonia. Potrivit lui Jacek Szczerba, succesul filmului s-a datorat lipsei filmelor cu aventurile lui Indiana Jones, care nu au fost proiectate în cinematografele din țările comuniste.
- Powrót wilczycy (1990)

Întoarcerea lupilor este continuarea filmului Wilczyca (Lupul) din 1982.
- Łza księcia ciemności (1992)
- Życie jak poker (1998-99, serial)
- Odlotowe wakacje (1999)
- Marszałek Piłsudski (2001)

## Legături externe
- Marek Piestrak la Internet Movie Database

## Vezi și
- Listă de regizori polonezi
- Listă de polonezi celebri